# Crinozoa
Crinozoa – podtyp zwierząt, bezkręgowców, zagnieżdżony w typie szkarłupni (Echinodermata).
Nazwa „Crinozoa” po raz pierwszy została zaproponowana przez Matsumoto w 1929 roku. Podtyp ten jest reprezentowany przez mnogie taksony wymarłe, pochodzące w głównej mierze z paleozoiku, z kolei współcześnie – jedynie przez liliowce (Crinoidea). Formy kopalne zaliczane są do kilku różnych gromad. Oprócz Crinozoa, wewnątrz szkarłupni wyróżnia się też Asterozoa (wężowidła + rozgwiazdy) oraz Echinozoa (strzykwy + jeżowce); do szkarłupni zaliczono również, już wymarły, podtyp Homalozoa. Wszystkie wymienione grupy zróżnicowały się w erze paleozoicznej, konkretnie w prekambrze.   
Sugerowano, że liliowce łączy bliskie pokrewieństwo z tą pierwszą, gdyż obie grupy zbliżone są do siebie morfologią, chociaż ta teoria miała też swoich przeciwników.  
Należące do tej grupy gatunki są zbudowane zgodnie z planem symetrii promienistej (można u nich przeważnie wyróżnić 5 osi symetrii). Wymarłe zwierzęta zaliczane do tego podtypu posiadają kształt kulisty, natomiast te współczesne są stożkowate albo kielichowatych. Powierzchnię oralną, na której w różnej pozycji otwiera się odbyt, zwykle mają skierowaną ku górze, choć u liliowców z rodziny Comasteridae otwory gębowe są usytuowane po bokach ciała. U większości wykształca się trzonek/łodyżka, który(a) umożliwia przymocowanie do podłoża. Bruzdy ambulakralne lub odpowiadające im b. pokarmowe są ułożone zwykle symetrycznie wokół otworu gębowego, biegną wzdłuż ramion (jeżeli te są obecne).
Wyłącznie morskie. W ich diecie występuje mikroplankton oraz zawiesina organiczna. Mechanizm odżywiania się liliowców polega na używaniu prądów wody, które zagarniają zawieszone w toni cząstki w stronę nóżek ambulakralnych; w przypadku liliowców o krótszych, acz gęsto rozmieszczonych n. ambulakralnych, osiadają one na podwyższonych miejscach i tam zdobywają pokarm dzięki filtracji, używając swych rozchylonych ramionom. Reprezentują wymarłą morską faunę paleozoiczną, razem z takimi organizmami, jak: sinice (Cyanobacteria), otwornice (Foraminifera), gąbki (archeocjaty), parzydełkowce (Cnidaria), mszywioły (Bryzoa), ramienionogi (Brachiopoda), Hyolithida, mięczaki (Mollusca), trylobity (Trylobita), graptolity (Graptolitha), konodonty (Conodonta), a także odnajdywano w tych samych formacjach geologicznych ichnoskamieniałości. W erze paleozoicznej różnorodność liliowców znacznie wzrosła, a ich różnorodność była ogromna – tak, że obecnie używane są one jako skamieniałości przewodnie. 
Wyróżnia się kilka grup (gromad) w obrębie Crinozoa. Poniżej zaprezentowano wyróżniane taksony: 
- Crinoidea Miller, 1821 – liliowce
- Paracrinoidea Regnéll, 1945
- Stylophora Gill & Caster, 1980